# Chyromya oppidana
Chyromya oppidana – gatunek muchówki z rodziny Chyromyidae.
Gatunek ten opisany został w 1763 roku przez Giovanniego Antonio Scopoliego jako Musca oppidana.
Muchówka o ciele długości od 2 do 3 mm, ubarwionym żółto. Głowę jej charakteryzują: okrągły obrys oczu złożonych, wypukła potylica, blisko osadzone i skrzyżowane szczecinki zaciemieniowe oraz trzy pary szczecinek orbitalnych, z których przednia skierowana jest dośrodkowo, a tylna ku tyłowi. Czułki mają trzeci człon czarny. Tułów cechują owłosione tylne brzegi sternopleurów i 4–8 rzędów szczecinek środkowych grzbietu.
Owad znany z Irlandii, Wielkiej Brytanii, Francji, Niemiec, Danii, Szwecji, Szwajcarii, Austrii, Włoch, Polski, Czech, Słowacji, Węgier, Malty, europejskiej części Rosji, Makaronezji, Afryki Północnej, Cypru, Bliskiego Wschodu i nearktycznej Ameryki Północnej.